# روش (سمك)
الرَوْش  هو جنس سمكٍ من عائلة الشبوطيات واسمه العلمي ( Rutilus ) (في اللاتينية معناه ال ( ساطع، أحمر، ذهبي، بني محمر) ويطلق على الجنس بالإنجليزية (roaches) ومعناه روش.
محلياً، يتم استخدام اسم «روش» دون أي إضافات على أحد أنواعه واسمه الروش الشائع (R. rutilus).

## الأنواع
يوجد في جنس الروش 12 نوعاً حالياً:
- Rutilus caspicus Yakovlev, 1870 (روش قزويني)
- Rutilus frisii Nordmann, 1840 (روش البحر الأسود)
- Rutilus karamani هنري ويد فاولر, 1977 (روش ألباني)
- Rutilus kutum Kamensky, 1901 (كتم قزويني)
- Rutilus meidingerii يوهان جاكوب هيكيل  [لغات أخرى]‏, 1851 (Perlfish)
- Rutilus pigus برنار جيرمان دي لاسيبيد, 1803 (Pigo)
- روش شائع كارولوس لينيوس, 1758 (روش شائع)
- Rutilus stoumboudae Bianco & Ketmaier, 2014 [2]
- Rutilus virgo يوهان جاكوب هيكيل  [لغات أخرى]‏, 1852 (روش الصبار)